# André Decker
André Decker (* 7. Oktober 1976 in Unna) ist ein deutscher Bühnenregisseur und Schauspieler.

## Biografie
André Decker studierte nach seinem Abitur an der Peter-Weiß-Gesamtschule in Unna an der Ballettakademie Köln und der Hoogschool voor de Kunsten in Amsterdam, die er 2002 mit dem Bühnentänzer-Diplom abschloss.
Seit 2003 ist er künstlerischer Leiter, Hausregisseur, Choreograph und Darsteller des Theaters Narrenschiff in Unna.
Ab 2010 war Decker als Judas in Walter Jens’ Ich-ein Jud zu sehen und tourte damit durch das Ruhrgebiet.
2012 übernahm er die Rolle des Tommy in Felix Maxim Ellers Debütfilm Young and Wild, der am 24. Januar 2014 auf dem Max Ophüls Preis in Saarbrücken uraufgeführt wurde.
2016 stand André Decker für Felix Maxim Ellers zweiten Spielfilm All Eyes on You vor der Kamera.
Am 10. September 2023 wurde André Decker in Anerkennung seiner Verdienste auf dem Gebiet der darstellenden Kunst die Ehrennadel der Kreisstadt Unna verliehen.

## Filmografie
- 2014: Young and Wild
- 2018: All Eyes on You